# Way to Heaven
Singles de Aya Ueto
Egao No Mama De
(2006) Namida no Niji/SAVE ME
(2007)
Way To Heaven est le 14e single de Aya Ueto sorti sous le label Pony Canyon le 14 mars 2007 au Japon. Il atteint la 20e place du classement de l'Oricon. Il se vend à 7 554 exemplaires la première semaine, et reste classé pendant 5 semaines, pour un total de 12 144 exemplaires vendus.
Way to Heaven se trouve sur l'album Happy Magic ~Smile Project~.

## Liste des titres
| 1. | Way to Heaven                                        | 4:39 |
| 2. | Owari ni Shiyou                                      | 5:27 |
| 3. | Shimokita Ijou Harajuku Miman ~French Bossa Version~ | 4:38 |
| 4. | Way to Heaven ~Instrumental~                         | 4:36 |

| 1.  | Pureness                          |  |
| 2.  | kizuna                            |  |
| 3.  | Hello                             |  |
| 4.  | MESSAGE                           |  |
| 5.  | Kanshou                           |  |
| 6.  | Binetsu                           |  |
| 7.  | Ai no Tame ni.                    |  |
| 8.  | Kaze                              |  |
| 9.  | Afuresou na Ai, Daite             |  |
| 10. | Usotsuki                          |  |
| 11. | Yume no chikara                   |  |
| 12. | Kaze wo ukete                     |  |
| 13. | Egao no Mama de                   |  |
| 14. | Shimokita Ijou Harajuku Miman     |  |
| 15. | Pureness (TV Spot)                |  |
| 16. | kizuna (TV Spot)                  |  |
| 17. | Hello (TV Spot)                   |  |
| 18. | AYAUETO (TV Spot)                 |  |
| 19. | MESSAGE/PERSONAL (TV Spot)        |  |
| 20. | Kanshou/MERMAID (TV Spot)         |  |
| 21. | Binetsu (TV Spot)                 |  |
| 22. | Ai no Tame ni. (TV Spot)          |  |
| 23. | MESSAGE (TV Spot)                 |  |
| 24. | Kaze (TV Spot)                    |  |
| 25. | Afuresou na ai, daite (TV Spot)   |  |
| 26. | Usotsuki (TV Spot)                |  |
| 27. | Re. (TV Spot)                     |  |
| 28. | Yume no chikara (TV Spot)         |  |
| 29. | Kaze wo ukete (TV Spot)           |  |
| 30. | UETO AYA LIVE TOUR 2005 (TV Spot) |  |
| 31. | Egao no Mama de (TV Spot)         |  |
| 32. | License (TV Spot)                 |  |
| 33. | BEST of UETOAYA (TV Spot)         |  |
| 34. | Release event digest              |  |